# Охрімова Гора
Охрімова Гора — історична місцевість Житомира, одна з найстаріших місцевостей Житомира. У різні часи також відома як урочище Кокрин, Подільська Гора, Володимирська гірка, Покровська Гора.  

## Розташування
Місцевість розташована у старовинній частині Житомира, на північний захід від центру міста. Є однією з найвищих місцевостей Житомира.
Розкинулася на лівому березі річки Кам'янки. Умовно обмежена вулицею Короленка з півночі, Старовільською зі сходу, Троянівською з півдня. 
Межує з наступними історичними місцевостями: з південного заходу та півдня оточена Подолом, з північного заходу та півночі — з Руднею. Зі сходу прилучаються квартали центральної частини міста. 

## Історичні відомості
На Охрімовій Горі виявлені поселення епохи розвинутого середньовіччя. У стародавні часи Охрімова Гора формувалася як північно-західне передмістя. Поселення на Охрімовій Горі виникло не пізніше XIV — XV ст.    
Охрімова Гора здавна відома як місце поховань християн та юдеїв. Кладовище на Охрімовій Горі існувало ще з часів пізнього середньовіччя. Вченими виявлені кам'яні хрести з написами XVI — XVII сторіч. У XV — XVII ст. На Охрімовій Горі знаходився костел Святого Миколая, відомий з 1472 року та знищений у 1651 році загонами Богдана Хмельницького. Православне й католицьке кладовища, розташовувалися неподалік одне від одного, між вулицями Трипільською, Млиновою, Троянівською й Успенським провулком. Північніше, на розі нинішніх вулиць Ольжича й Володимирської, виникло єврейське кладовище, закрите у другій половині ХІХ ст. Місцевість в районі єврейського кладовища здавна мала назву Окопище.   
До кінця XVIII ст. на Охрімовій Горі сформувалася  мережа вулиць і склалася первинна садибна забудова, характерними особливостями якої були хаотичність, доволі значні за площею земельні ділянки (садиби); житлові будинки переважно з дерева. На мапу міста 1781 року нанесені: Руська вулиця (пізніше і наразі Володимирська), Верхня (пізніше і зараз Трипільська), Успенська (нині Успенський провулок), Звивиста (наразі це три вулиці: Ольжича, Охрімова Гора, Чехова). Зі сходу Охрімову Гору оминала стародавня дорога від Житомирського замку до Вільська і далі на Звягель. Нині це вулиця Старовільська.     
Оскільки пагорб поступово був заселений міщанами, католицьке й православне кладовища зачинені від поховань наприкінці XVIII ст. й засновані у нових, більш віддалених місцинах. Найдовше проіснувало єврейське кладовище, на розі сучасних вулиць Ольжича й Володимирської, позначене на мапі міста початку ХІХ ст.     
У 1788 році на території католицького кладовища збудовано каплицю Св. Миколая.   
З другої половинии ХІХ ст. на Охрімовій Горі поступово формувалася сучасна малоповерхова житлова забудова, що вирізнялася від старої забудови більшою впорядкованістю, розташуванням фасадів будинків вздовж червоних ліній вулиць. Було випрямлено трасу Володимирської вулиці, а нинішню вулицю Ольжича продовжено  від Володимирської вулиці на схід.  
На початку ХХ ст. на території православного кладовища збудували Покровську церкву з усипальницею.  
У 1918 році на території католицького цвинтаря здійснювалися масові поховання жертв більшовицьких репресій.   
Після більшовицького перевороту південно-західну частину пагорба, а саме територію православного й католицького кладовищ та довколишні землі зайняла артіль з виробництва цвяхів. Покровську церкву й каплицю Св. Миколая, що опинилися на території артілі, переобладнали, відповідно, у клуб та виробничо-складську будівлю. Православне й католицьке кладовища поступово занепадали.    
У 1930-х роках територія стародавнього єврейського кладовища, на розі вулиць Володимирської та Ольжича забудована дво- триповерховими багатоквартирними житловими будинками.    
Масове житлове будівництво на Охрімовій Горі здійснювалося протягом 1960 — 1970-х рр. Серед історичної забудови вулиць Володимирської, Охрімової Гори постали багатоповерхівки типових проєктів.    

## Сучасність
Місцевість являє собою історико-ландшафтну пам'ятку міста. На Охрімовій Горі збереглися пам'ятки архітектури: Покровська церква й каплиця Святого Миколая. На даний момент пам'ятки перебувають в занедбаному стані.